# 22038 Маргаршайн
22038 Маргаршайн (22038 Margarshain) — астероїд головного поясу, відкритий 12 грудня 1999 року.
Тіссеранів параметр щодо Юпітера — 3,620.